# Пйотровиці (Люблінський повіт)
Пйотровиці (пол. Piotrowice) — село в Польщі, у гміні Стшижевиці Люблінського повіту Люблінського воєводства.
Населення — 1179 осіб (2011).
У 1975-1998 роках село належало до Люблінського воєводства.

## Демографія
Демографічна структура станом на 31 березня 2011 року:
|          | Загалом | Допрацездатний вік | Працездатний вік | Постпрацездатний вік |
| -------- | ------- | ------------------ | ---------------- | -------------------- |
| Чоловіки | 591     | 137                | 410              | 44                   |
| Жінки    | 588     | 129                | 355              | 104                  |
| Разом    | 1179    | 266                | 765              | 148                  |